# 聖名
聖名，又作洗礼名、教名或洗名，是基督教使用的有宗教意涵的姓名，相当于伊斯兰教的经名，历史上经常是在基督教洗礼的场合给出的，虽然现在大多数是由父母在婴儿出生时指定。在英语文化中，一个人的教名通常是他们的名字，通常是这个人最初为人所知的名字。
传统上，一个基督徒的名字是在基督教洗礼的时候命名的。在中世纪的基督教世界里，婴儿洗礼随处可见。在伊丽莎白时代的英国，正如威廉·卡姆登所建议的那样，“洗禮名”一词不一定与洗礼有关，只是在“名”的意义上使用：教名是用来区别人的，姓氏是用来区别家庭的。在近代，这两个词在传统的基督教国家中与姓名可相互替代，在日常生活中仍很常见。
严格地说，聖名不仅仅是一个家庭成员特有的名字，而且是在受洗或洗礼时给这个人（通常是一个孩子）的名字。在宗教改革前的英国，俗人被教导在必要的情况下实施洗礼，神父会说“我奉父之名给你行洗礼”等等。因此，在这种情况下，“聖名”的意思是“洗礼名”。